# Benedikt Lika

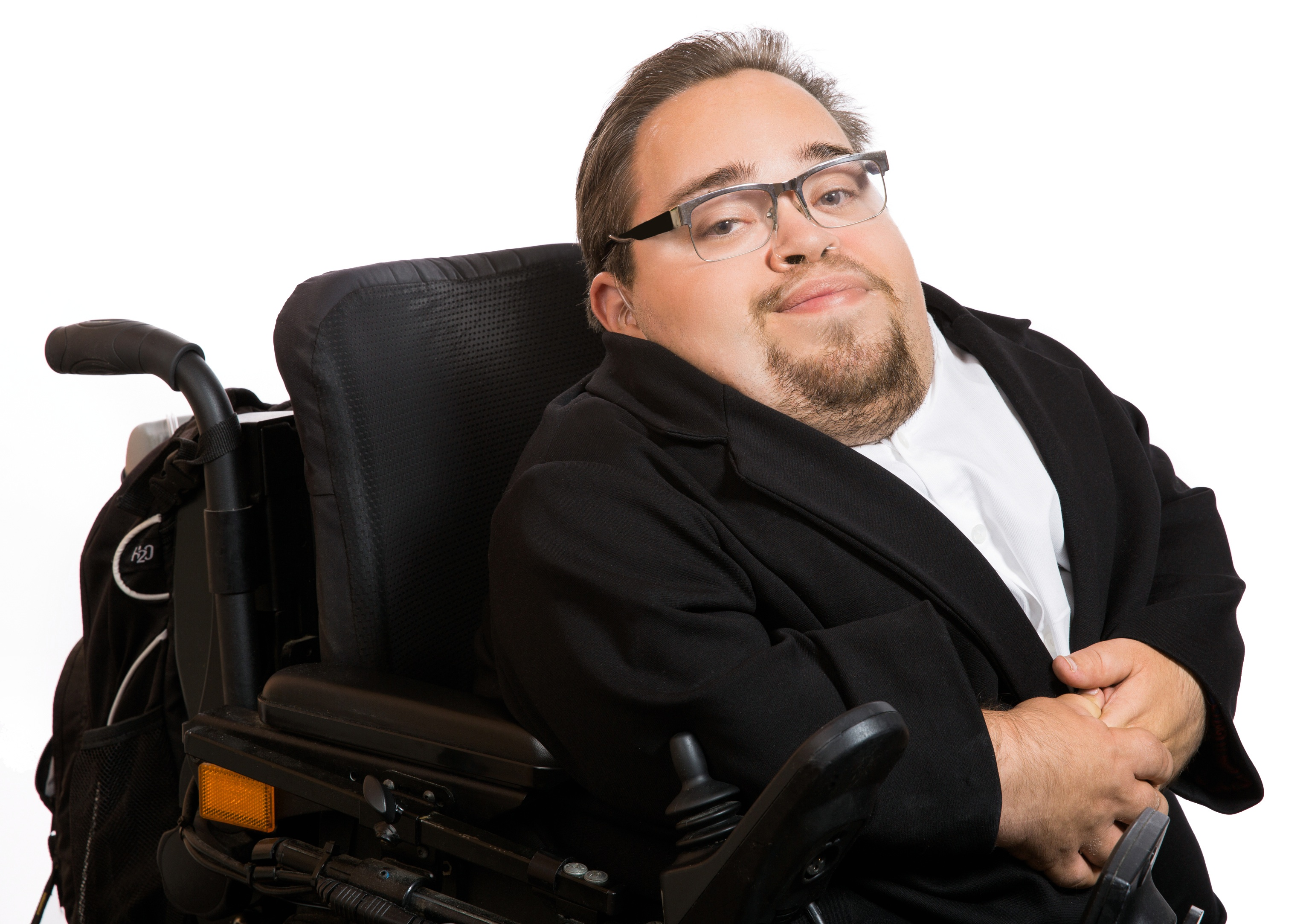
Benedikt Lika 2014

Benedikt Lika (ur. 1982 w Monachium) – niemiecki niepełnosprawny dyrygent.
Urodził się z chorobą genetyczną – mukopolisacharydozą. Jest karłowatego wzrostu, porusza się na wózku inwalidzkim, oddycha tlenem z butli, a mimo to został dyrygentem orkiestry symfonicznej w Augsburgu. Również niektórzy członkowie jego orkiestry poruszają się na wózkach. Benedikt Lika dyryguje m.in. cyklem koncertów „Roll and walk” przeznaczonym przede wszystkim dla niepełnosprawnych słuchaczy.
Pochodzi z muzykalnej rodziny, jego ojciec jest śpiewakiem.
Mimo niepełnosprawności uczęszczał w Augsburgu do gimnazjum, grał na bębnie w szkolnej orkiestrze, śpiewał w szkolnym chórze. Po maturze studiował muzykologię, pedagogikę muzyczną i historię sztuki. Jego praca doktorska nosi tytuł „Muzycy a niepełnosprawność”. Po ukończeniu kursów mistrzowskich dyrygentury, od roku 2007 jest dyrygentem.